# دانييل جاندوبو
دانييل جاندوبو (7 فبراير 1949

 في سانت إمير) (بالفرنسية: Daniel Jeandupeux)‏ لاعب ومدرب كرة قدم سويسري معتزل كان يجيد اللعب في خط الدفاع وحاليا يتولى منصب مستشار خاص لرئيس نادي الدرجة الأولى لومان الفرنسي منذ 2004 .
لعب جاندوبو في أندية لو تشو دي فوندز (1967-1971) زيورخ (1971-1975) بوردو (1975-1979) زيورخ مجددا (1980-1983) .
ساهم جاندوبو في تتويج نادي زيورخ ببطولة دوري الدرجة الأولى مرتين موسمي 1973/1974 و1974/1975 وبطولة كأس سويسرا مرتين موسمي 1971/1972 و1972/1973 كما توج هدافا لبطولة دوري الدرجة الأولى موسم 1973/1974 برصيد 22 هدف .
شارك جاندوبو مع منتخب سويسرا في 35 مباراة دولية مسجلا هدفين في الفترة من 1969 إلى 1976 .
تولى جاندوبو تدريب أندية سيون (1979-1980) زيورخ (1980-1983) تولوز (1983-1985) منتخب سويسرا (1986-1989) كاين (1989-1994) ستراسبورغ (1994-1995) كاين مجددا (1997) لومان (2004) لومان مجددا (2009) .

## روابط خارجية
- دانييل جاندوبو على موقع الاتحاد الدولي (مؤرشف)  (الإنجليزية)
- دانييل جاندوبو على موقع الاتحاد الأوربي (الإنجليزية)
- دانييل جاندوبو على موقع قاعدة بيانات كرة القدم.إي يو (الإنجليزية)
- دانييل جاندوبو على موقع ليكيب (الفرنسية)
- دانييل جاندوبو على موقع ناشيونال فوتبول تيمز (الإنجليزية)